# Procne
Procne (AFI: /ˈprɔkne/) o Progne (AFI: /ˈprɔɲɲe/; in greco antico: Πρόκνη?, Pròcne) è un personaggio della mitologia greca, figlia di Pandione, l'ottavo mitologico re di Atene e di Zeusippe.

## Mitologia
La sua leggenda è legata a quella di sua sorella Filomela, violentata dal cognato Tereo, re della Tracia, marito di Procne.

Filomela, sebbene Tereo l'avesse privata della lingua affinché nessuno conoscesse il suo gesto, riuscì a comunicare l'accaduto alla sorella tessendone le immagini su di una tela. Così Procne fece a pezzi suo figlio Iti e lo diede in pasto a Tereo che, compresa la natura del pasto, minacciò di morte le due sorelle. 

Secondo il mito Filomena fu tramutata in un usignolo, Procne in una rondine e Tereo in un'upupa.

## Nella letteratura italiana
Nel Purgatorio dantesco Procne è citata nel canto diciassettesimo e nel nono.
Procne e Filomela compaiono anche nel sonetto Zefiro torna e nei "Trionfi" (ai versi 131 e 132 del quarto paragrafo di "Triumphus Cupidinis") di Francesco Petrarca.

## Astronomia
A Procne è intitolato l'asteroide 194 Prokne.